# 미추홀대로
미추홀대로(Michuhol-daero)는 인천광역시 연수구 동춘동 컨벤시아교 북단과 미추홀구 주안동 주안역삼거리를 잇는 도로이다.

## 연혁
- 2002년 3월 15일: 문학터널(인천광역시 연수구 청학동 ~ 남구 문학동) 1.45km 구간 개통[1]
- 2009년 7월 13일 : 2개 이상 군·구에 걸쳐 있는 도로로 경원대로를 고시[2]

## 주요 경유지
인천광역시
- 연수구 (동춘동 · 청학동) - 미추홀구 (학익동 · 문학동 · 학익동 · 주안동)

## 노선
| 이름                           | 접속 노선                                                                | 소재지              | 소재지              | 비고                          |
| 컨벤시아대로와 직결            | 컨벤시아대로와 직결                                                      | 컨벤시아대로와 직결 | 컨벤시아대로와 직결 | 컨벤시아대로와 직결           |
| ------------------------------ | ------------------------------------------------------------------------ | ------------------- | ------------------- | ----------------------------- |
| 컨벤시아교 북단 (동춘지하차도) | 국도 제77호선 국가지원지방도 제84호선 국가지원지방도 제98호선 (아암대로) | 인천광역시          | 연수구              |                               |
| (송도파크레인입구)             | 능허대로                                                                 | 인천광역시          | 연수구              |                               |
| 동춘터널                       |                                                                          | 인천광역시          | 연수구              | 연장 160m                     |
| 동춘고가교                     | 앵고개로                                                                 | 인천광역시          | 연수구              |                               |
| 청량터널                       |                                                                          | 인천광역시          | 연수구              | 연장 315m                     |
| (청능 교차로)                  | 청능대로                                                                 | 인천광역시          | 연수구              |                               |
| (청학공업고등학교)             | 용담로 미추홀대로251번길                                                 | 인천광역시          | 연수구              |                               |
| 청학사거리                     | 비류대로                                                                 | 인천광역시          | 연수구              |                               |
| 문학터널                       |                                                                          | 인천광역시          | 연수구              | 상행 연장 416m 하행 연장 366m |
| 문학터널                       | 미추홀구                                                                 | 인천광역시          |                     | 상행 연장 416m 하행 연장 366m |
| 문학 나들목                    | 110호선 제2경인고속도로                                                  | 인천광역시          |                     |                               |
| 학익교                         |                                                                          | 인천광역시          |                     |                               |
| 문학사거리                     | 매소홀로                                                                 | 인천광역시          |                     |                               |
| 신기시장사거리                 | 인하로                                                                   | 인천광역시          |                     |                               |
| 신기사거리                     | 인주대로                                                                 | 인천광역시          |                     |                               |
| 옛시민회관사거리               | 국도 제42호선 국도 제46호선 (경인로)                                     | 인천광역시          |                     |                               |
| 주안역삼거리                   | 주안로                                                                   | 인천광역시          |                     |                               |

## 사진

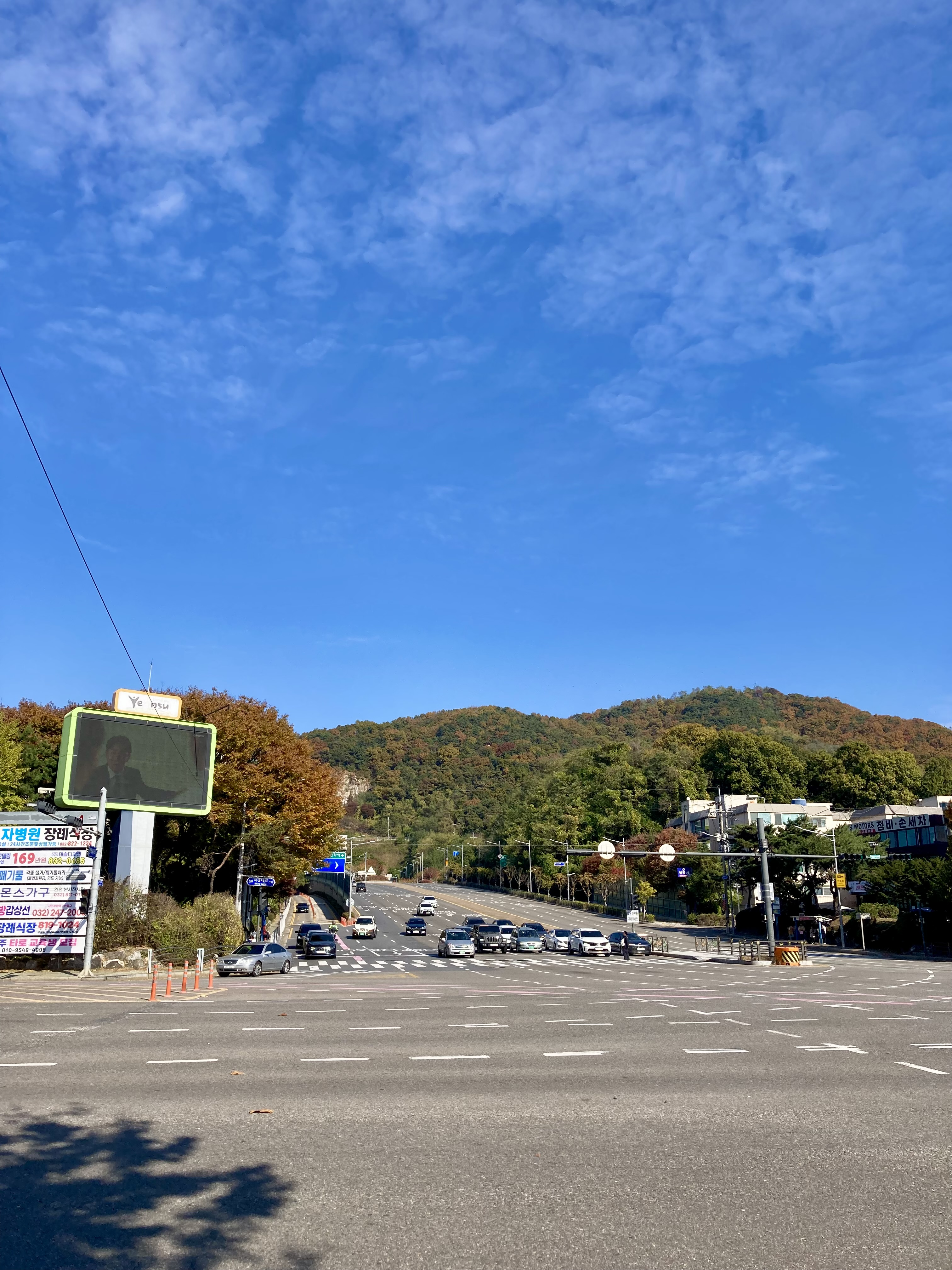
청학사거리(문학터널)
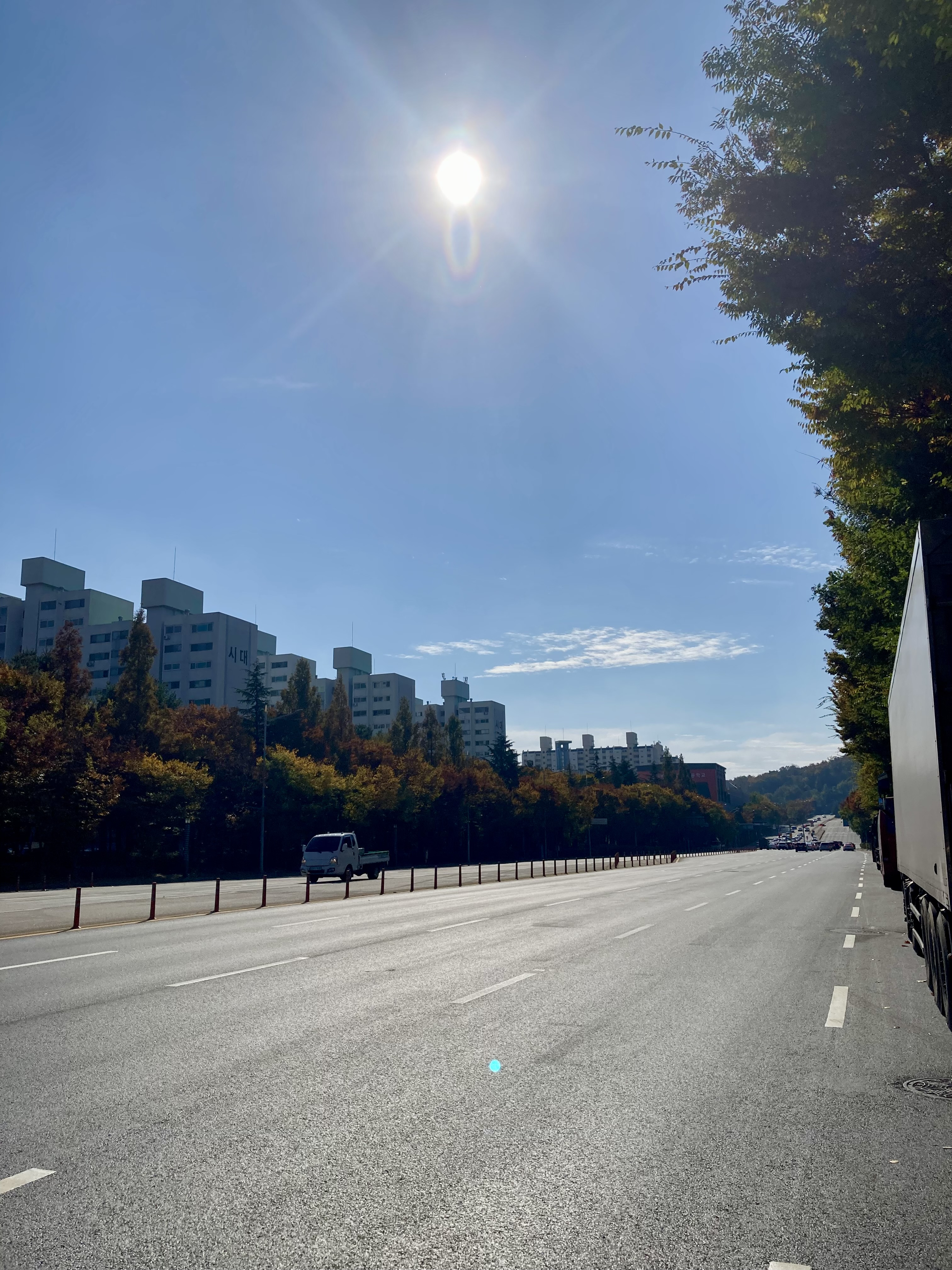
청학사거리(청량터널방면)
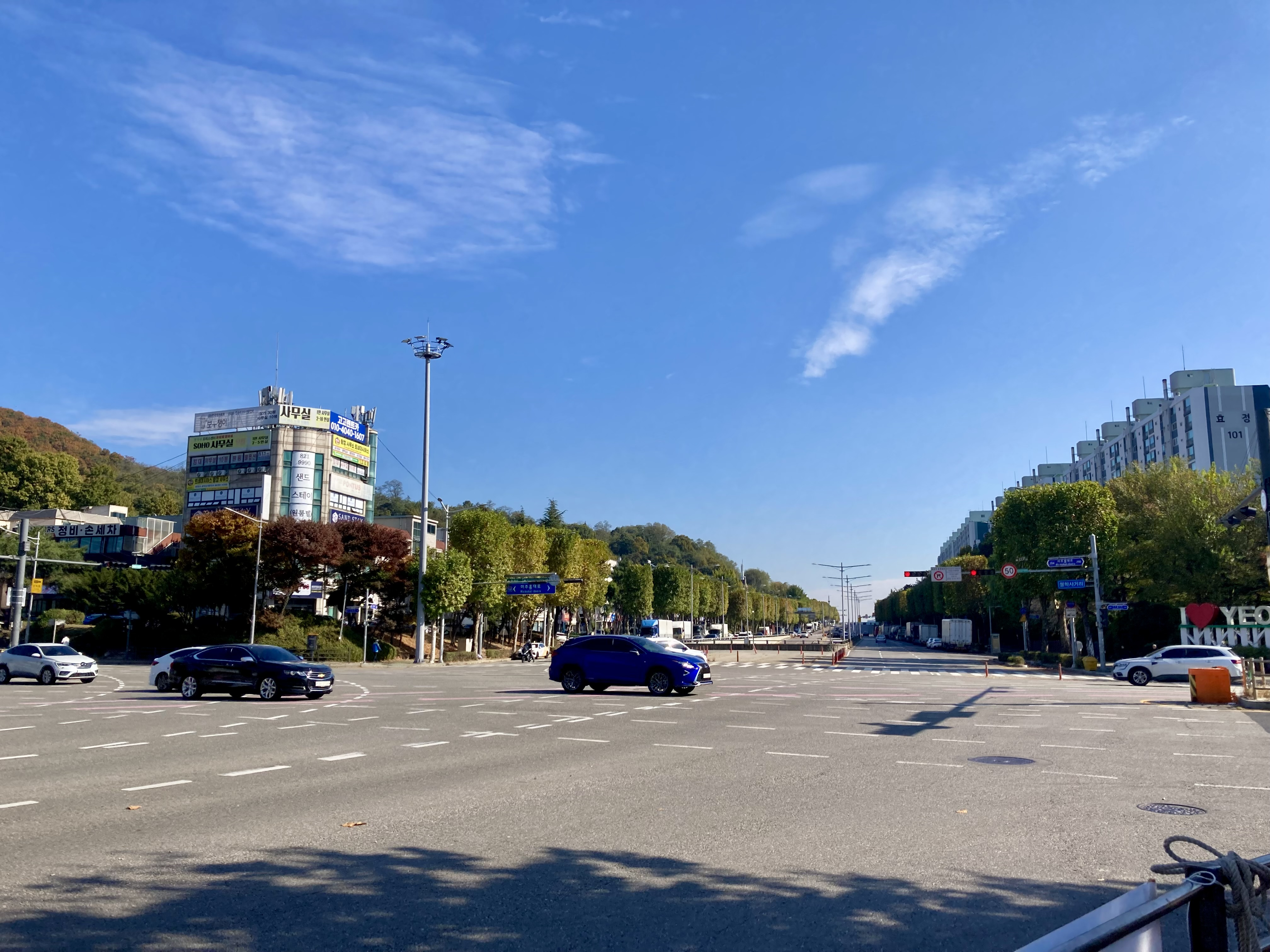
청학사거리(비류대로 교차점)
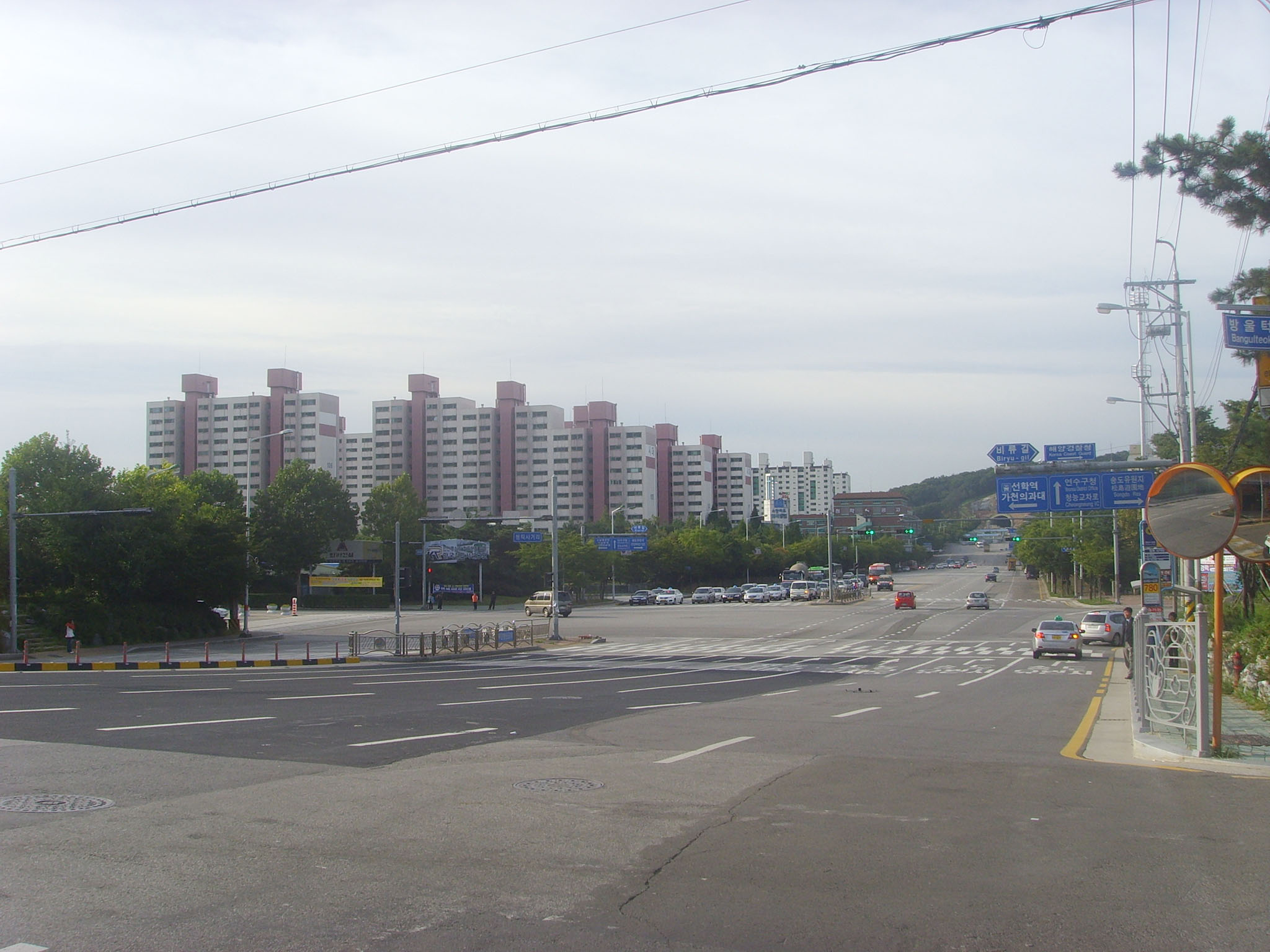
청학사거리(2008년)

## 주요 건물 및 시설
- 문학개발주식회사 (인천광역시 연수구 미추홀대로 340)
- 틈문화창작지대 (인천광역시 미추홀구 미추홀대로 691)